# Музей тюремного искусства
Музей тюремного искусства, расположенный в городе Угличе Ярославской области, является единственной такого рода частной экспозицией в России.
Музей располагается по адресу: г. Углич, ул. Ольги Берггольц, 1/2.

## История возникновения

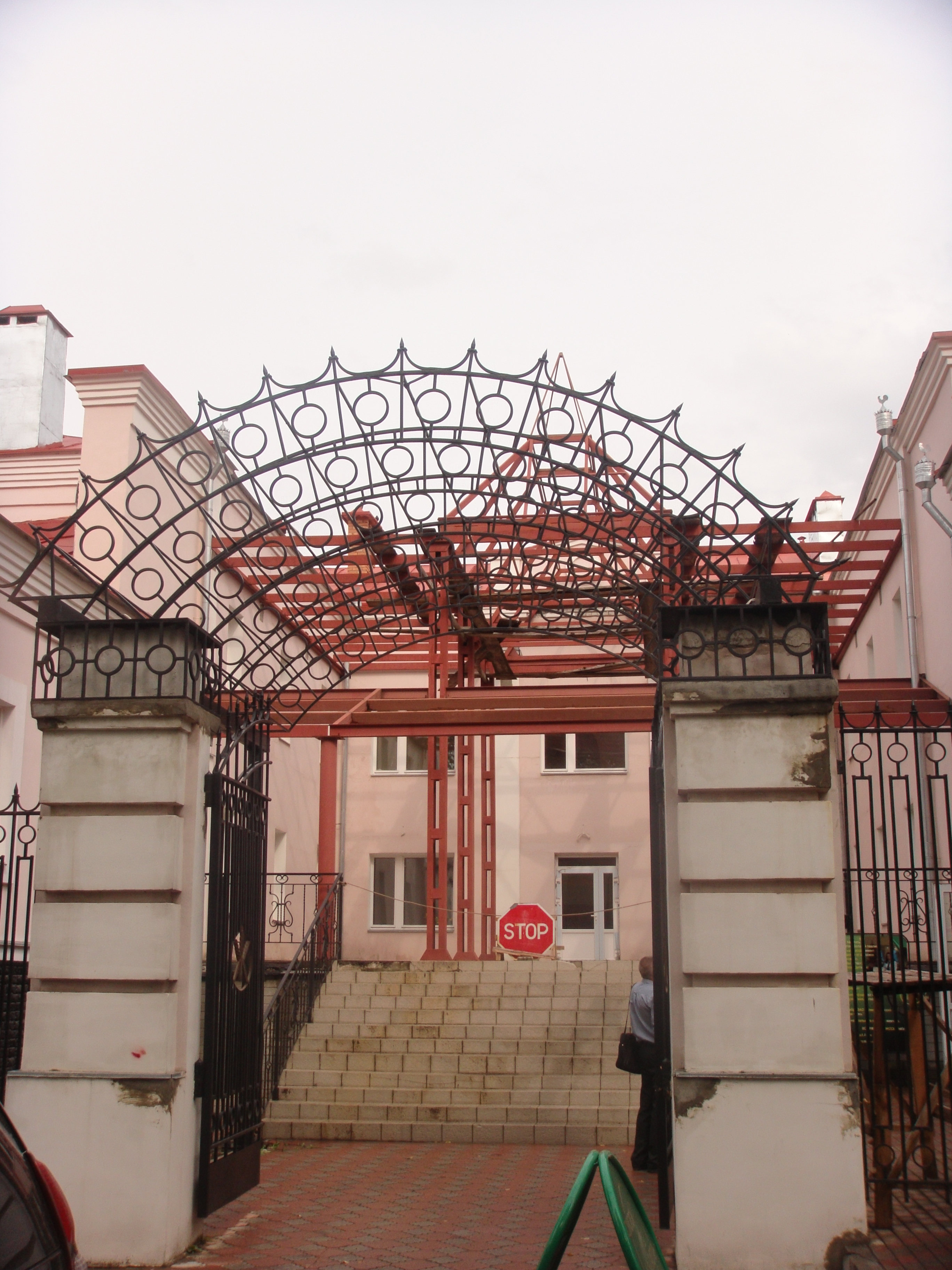
Вход в музей

Музей открыт в июне 2004 года частным лицом. Владелец и создатель музея Лотков Михаил Викторович.

## Экспозиция
Экспозиция располагается в двух очень небольших комнатах на первом этаже здания.
В первом помещении на стеллажах представлены всевозможные изделия сделанные заключенными из подручных материалов. Здесь и металлические заточки, отмычки, и ножи, и деревянные поделки, запоминается гитара из «папье-маше». Присутствует пара экспонатов из хлебных мякишей. Красивые картины, написанные на простынях и шариковой ручкой, и металлической стружкой, и тушью. Есть несколько икон, выполненных масляными красками. Представлено письмо, написанное на волю.
Второе помещение за массивной металлической дверью с глазком и отверстием для подачи пищи выполнено в виде тюремной камеры. Две восковые фигуры заключенных сидят на нарах, вокруг стол, стул, «прасковья фёдоровна» и сырые серые стены.